# Horsfilina

La Horsfilina es un alcaloide oxoindólico aislado de la planta Horsfieldia superba, la cual es utilizada en medicina tradicional. Tiene efectos analgésicos y ha sido objeto de diversas investigaciones para producirla sintéticamente. y para el desarrollo de análogos y derivados para optimizar su efecto analgésico.